# 曽野由大
曽野 由大（その よしひろ）は、日本の漫画家、イラストレーター。幼少時代はアメリカで過ごす。兵庫県立西宮北高等学校出身。1997年秋に「アフタヌーン四季賞」を受賞(受賞作品は曾野由大名義「せなかをむけて」) 。兄に建築家・曽野正之がいる。

## 作品リスト
- 装甲騎兵ボトムズ AT Stories （全2巻）（作：岡島正晃）（2003年 - 2006年／グレートメカニック連載）
- 機動戦士ガンダム オレら連邦愚連隊 （全5巻）（2006年 - 2009年／ガンダムエース連載）
- 機動戦士ガンダム アッガイ北米横断2250マイル （全1巻）（2007 - 2009年／ガンダムエーススペシャル・ガンダムエース連載）
- サイエンスナナ （未単行本）（2009年9月15日 - 2010年6月15日／Webコミックゲッキン連載 ）
- 機動戦士ガンダム カタナ （全7巻）（2009年 - 2013年／ガンダムエース連載）
- アイアンアッガイ （全1巻）（2013年 - 2014年／ガンダムエース連載）
- アッガイ博士（全2巻）（2014年 - 2016年／ガンダムエース連載）[1]
- HELLO WORLD（全2巻）（2019年 - 2020年／ウルトラジャンプ連載、鈴木マナツとの共同）[2]
- OBSOLETE ハナブサレポート（全1巻）（2020年 - 2021年／コミックNewtype連載）

### 短編
- 機動戦士ガンダム PLACE TO BE（ガンダムエース2016年12月号増刊『ガンプラエース』掲載）
- ストライカー イン トリントン Ninja of the Torington Base（ガンダムエース2017年9月号増刊『ガンプラエースSPECIAL』掲載）

## 参加作品
- 映画 FREEDOM (2006年)  - 世界観設定
  - 小説 FREEDOM フットマークデイズ (全3巻) (2007〜2008年)  - イラスト
- アニメ 輪廻のラグランジェ (2012年) - プロップデザイン
  - アニメ 輪廻のラグランジェ season 2 (2012年)
  - アニメ 輪廻のラグランジェ 鴨川デイズ (2012年)
- アニメ PSYCHO-PASS  (2012年)  - 美術設定協力
- 映画 SHORT PEACE (2013年)
- 小説 機動戦士ガンダム ブレイジングシャドウ 著：板倉俊之 (2013年〜／ガンダムエース連載)  - 美術デザイン
- アニメ 甲鉄城のカバネリ（2016年） - 美術デザイン
- アニメ はたらく細胞（2018年） - 美術設定
  - アニメ はたらく細胞!!（2021年）
- アニメ ID:INVADED イド:インヴェイデッド（2020年） - 美術設定(鈴木勘太と共同)・プロップデザイン(碇谷敦、浅利歩惟、鈴木勘太と共同)
- アニメ 富豪刑事 Balance:UNLIMITED（2020年） - 美術設定
- アニメ 錆喰いビスコ（2022年） - 美術・クリーチャー設定
- アニメ ヴァンパイア・イン・ザ・ガーデン（2022年） - メカニックデザイン
- アニメ うる星やつら（2022年） - メカニックデザイン
- アニメ アイドルマスター シンデレラガールズ U149（2023年） - 美術設定[3]
- アニメ 絆のアリル（2023年） - 原画

## 関連人物
龍幸伸
元アシスタント。